# Kyklopenbrücke

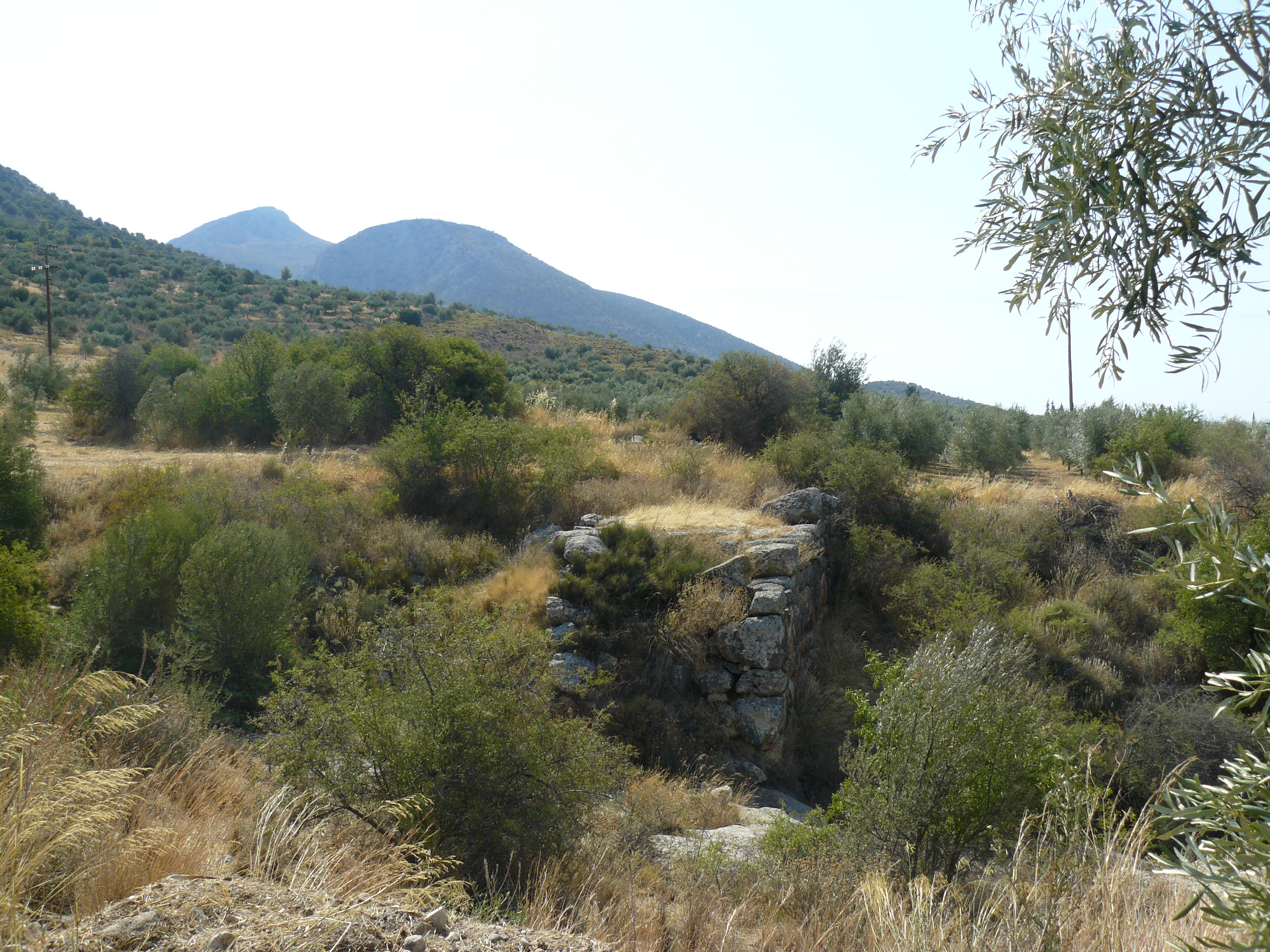
Die Kyklopenbrücke von Norden

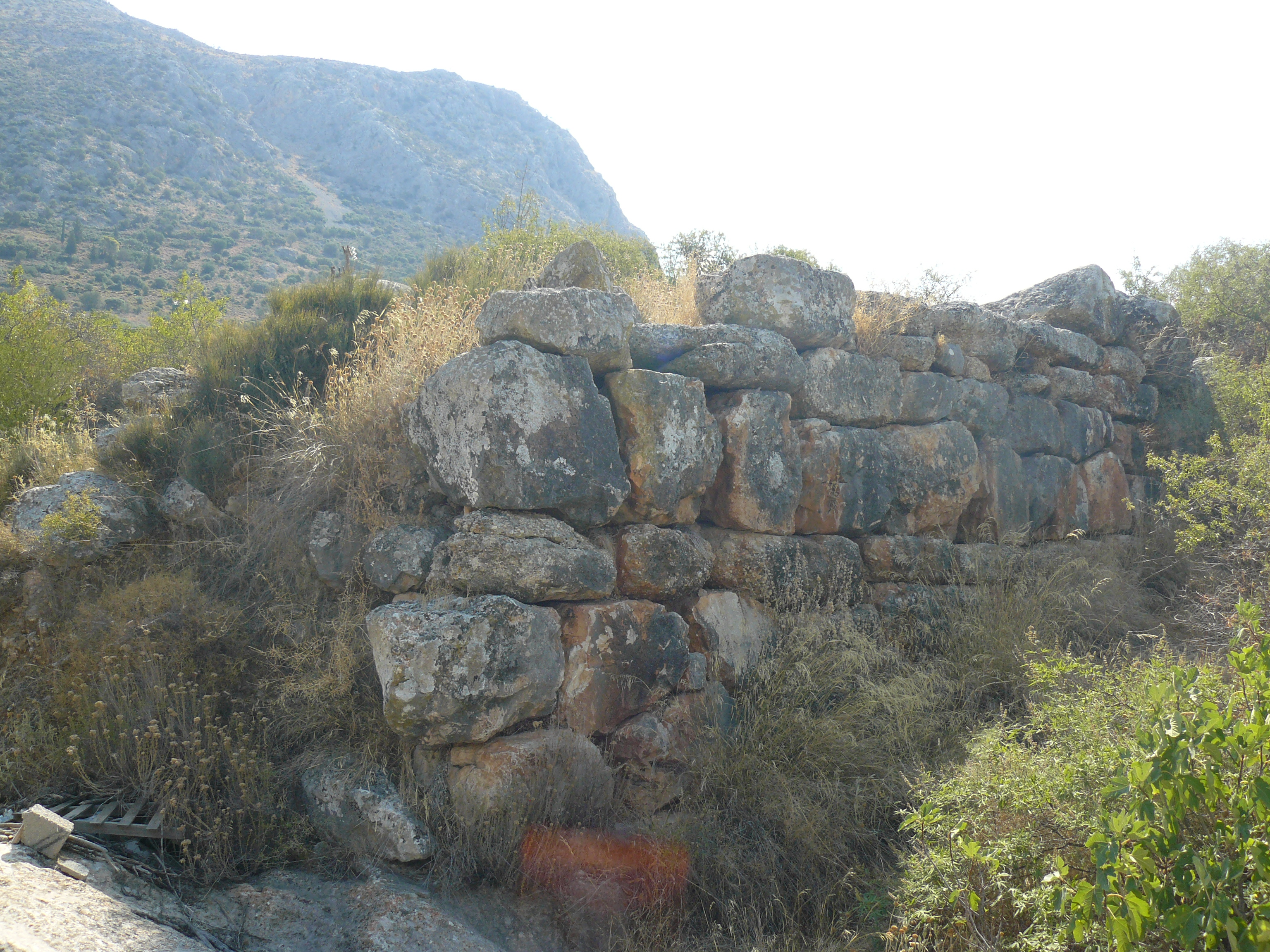
Die Kyklopenbrücke von Westen

Die Kyklopenbrücke (griechisch Κυκλώπεια γέφυρα) ist eine mykenische Brücke etwa 1 km südlich der antiken Zitadelle von Mykene. Sie wurde vermutlich um 1300 v. Chr. in kyklopischer Bauweise errichtet.

## Beschreibung
Die Brücke liegt etwa 400 m östlich des Ortes Mykines und etwa 70 m westlich der modernen Kirche Agios Ioannis. Die größte bekannte mykenische Brücke führte einst über das heute trockene Bachbett des Chavos. Von dem ursprünglich etwa 40 m langen Bauwerk stehen heute noch 18,30 m am südlichen Ufer. Es wurde direkt auf den gewachsenen Fels gebaut und hatte sehr wahrscheinlich wie die Brücken von Arkadiko mindestens einen Kragbogen, durch den das Wasser des Chavos floss. Möglicherweise hatte sie auch mehrere Bögen. Die Brücke war etwa 4 m hoch und an der Basis 5,84 m breit. Nach oben verjüngte sie sich auf etwa 5 m und da sie vermutlich zu beiden Seiten eine Steinbalustrade von etwa 0,60 m Dicke hatte, blieb eine Fahrbahn von etwa 3,80 m. Diese Breite genügte, damit zwei Streitwagen gleichzeitig die Brücke passieren konnten. 
Die Kyklopenbrücke ist die mykenische Brücke mit dem besten Mauerwerk. Als Baumaterial wurde örtlicher Kalkstein verwendet. Die Fassaden der Brücke wurde aus grob rechteckig zugerichteten Steinen errichtet und die Zwischenräume mit kleinen Steinen und Lehm verfüllt. Auf einer Basis aus großen Blöcken wurde eine waagerechte Schicht aus gleichhohen Steinplatten verlegt. Hierauf folgten wieder große Blöcke und den oberen Abschluss bildete eine weitere Schicht aus Steinplatten. Das Innere des Bauwerks bestand aus kleineren, unbearbeiteten Steinen. Auf beiden Seiten der Brücke fand man Reste der antiken Straße. Die Straße im Norden führte nach Mykene und im Süden nach Prosymna und weiter zum Heraion von Argos. An der Südseite wenige Meter östlich der Brücke fand man die Fundamente des Agamemnoneions.